# 聖盔谷
在英國作家托爾金所創作的奇幻小說裡，聖盔谷（英語：Helm's Deep）是位於白色山脈西北方的一個大山谷。
聖盔谷被一連串被稱為聖盔渠的山丘阻擋著，山丘後方就是要塞號角堡，即是閃耀洞穴的入口。

## 地理歷史
聖盔谷本來是一些剛鐸人的聚居地，但在卡蘭納宏成為洛汗領土以後，聖盔谷就變成洛汗人的據點，艾辛河的守衛住在聖盔谷。
在與以沃夫為首的登蘭德人爆發戰爭期間，洛汗國王聖盔·鎚手帶領他的子民避難，他們在第三紀元2758年至2759年期間冬季在聖盔谷留駐。
谷內一條蜿蜒的道路通往號角堡，谷內有馬廐及兵器庫，在後面還有一個大廳，那大廳是從山腰處挖成。號角堡的頂端由聖盔·鎚手的號角組成。山谷被長長的圍牆繞著，全都是堅固的岩石，除了一道暗渠能讓深溪的河水進入，讓在谷內進行長時期戰爭的戰士提供水源補給，圍牆高約二十尺，其厚度相當於四人緊貼著站在一起。谷內還有一條捷徑通往號角堡後方的入口。
在魔戒聖戰時期，聖盔谷再次成為一些洛汗人的避難所，這時的洛汗國王是希優頓，這裡也爆發了著名的聖盔谷之戰。
傳說有人守備的聖盔谷永遠不會被攻陷，甚至於沒有敵人能突破圍牆或在號角堡立足，但是在第三紀元3019年，薩魯曼的強獸人軍隊幾乎擊敗洛汗守軍，他們用妖火爆破暗渠。沒有人知道這些爆破物是甚麼，但托爾金說這是「薩魯曼的魔術」。

## 電影
在彼得·傑克遜导演的電影《魔戒三部曲》系列裡，強獸人軍隊攜帶的爆破物被描述為火藥。聖盔谷是這部電影的重要場景之一，概念設計師艾倫·李畫了幾十幅插圖，描繪了聖盔谷內的每一處細節，並與維塔工作室創始人理查·泰勒等人一同作出聖盔谷的預覽模型。導演傑克森說聖盔谷「並不是戰略性城堡，純粹是用來避難用的」。